# Тур Санта-Катарины
Тур Санта-Катарины (порт. Tour de Santa Catarina) — шоссейная многодневная велогонка, проходившая по территории Бразилии с 1987 по 2016 год.

## История

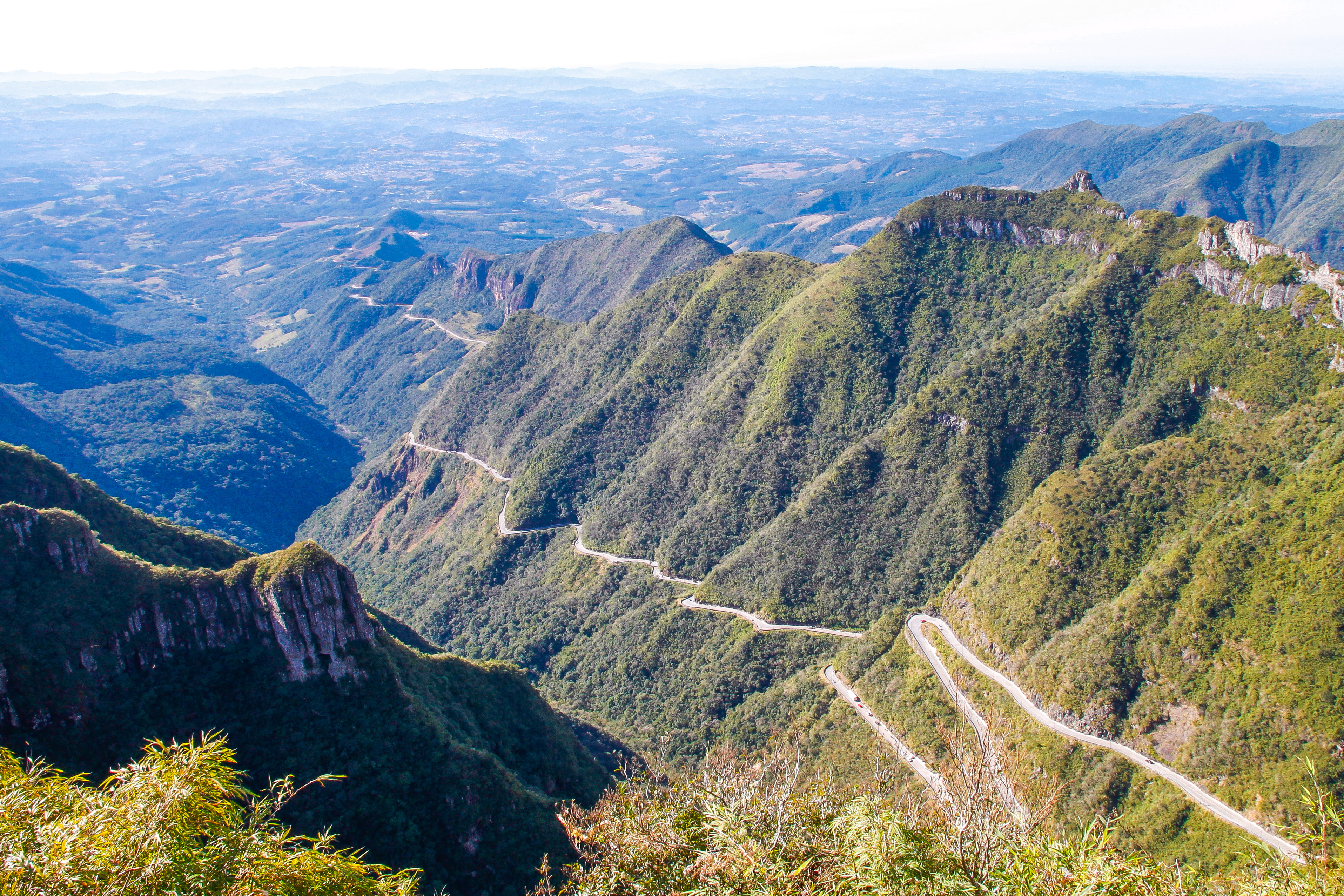
Общий вид Серра-ду-Риу-Ду-Растро

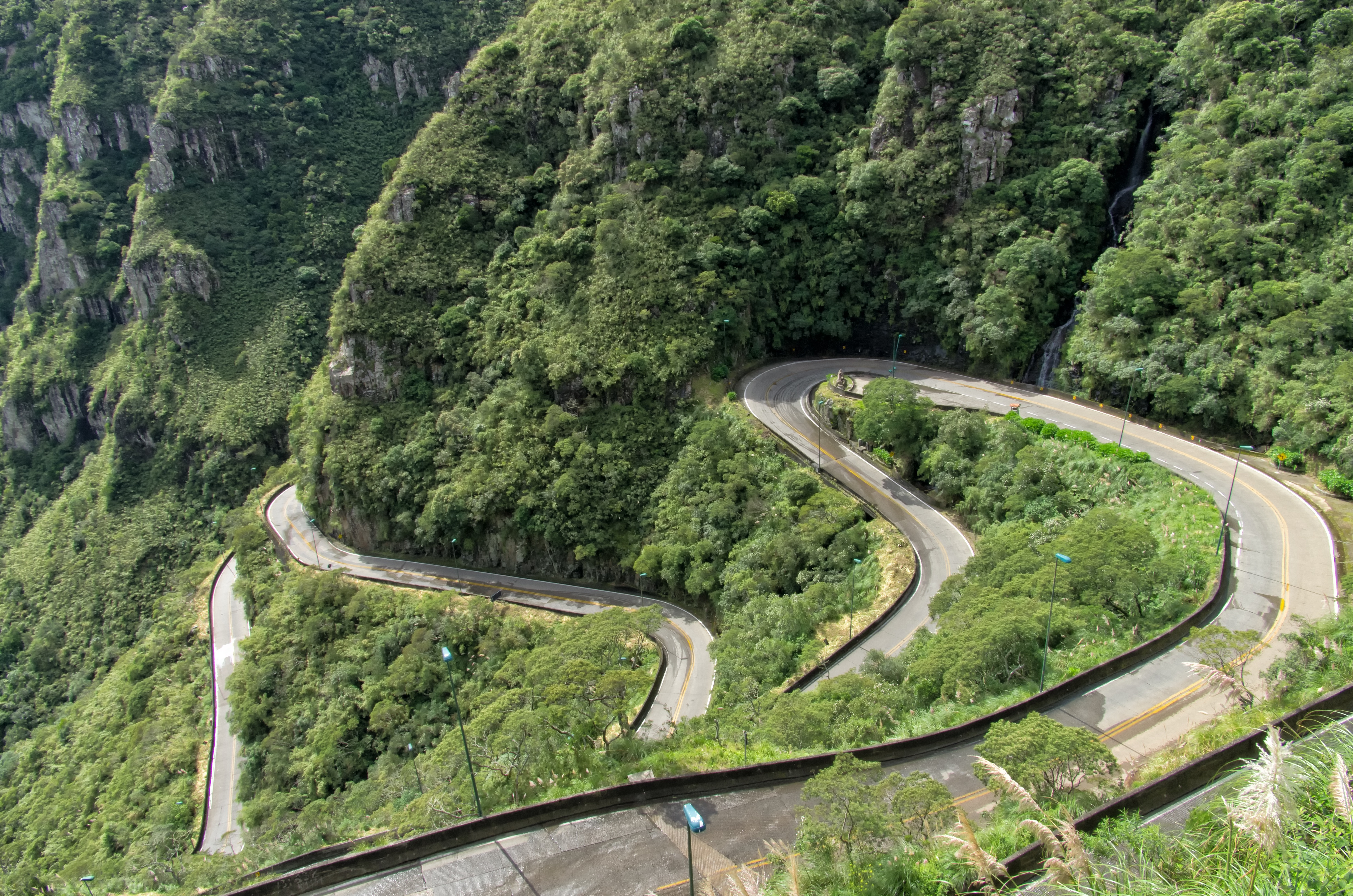
Виражи на Серра-ду-Риу-Ду-Растро

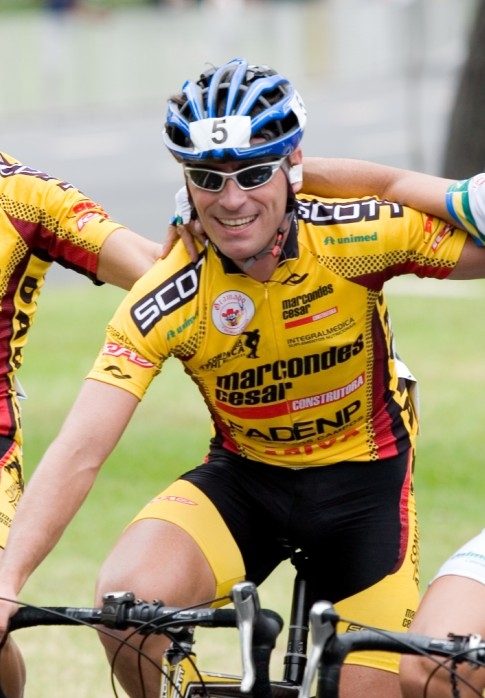
Марсиу Мэй

Гонка была создана в 1987 году под названием Волта Санта-Катарины (порт. Volta de Santa Catarina). и изначально проводилась в рамках национального календаря. В 1989 году стала первой гонкой в Бразилии которую в прямом эфире транслировал телеканал NSC TV Criciúma. А в течение 17 лет была единственной многодневной гонкой в Бразилии. В 2004 году по предложению губернатора Луиса Энрике да Силвейра была переименована в Тур Санта-Катарины (порт. Tour de Santa Catarina). До 2005 года включительно финишировала 7 сентября в день независимости Бразилии.
В 2005 году вошла в календарь только что созданного Американского тура UCI в рамках которого проводилась до 2010 года включительно имея категорию 2.2.
В 2008 году гонка сначала была отложена, а затем отменена из-за наводнения в штате Санта-Катарина. В 2011 и 2012 году гонка не проводилась.
Маршрут гонки проходил в штате Санта-Катарина. Изначально дистанция состояла из пролога (короткой индивидуальной гонки) или командной гонки и от 7 до 10 групповых этапов. И обязательно включал подъём на Серра-ду-Риу-Ду-Растро протяжённостью 7 км со средним градиентом 10 %. С 2009 года маршрут сократился до пяти групповых этапов. Общая протяжённость дистанции составляла от 600 до 1200 км.
Рекордсменом с четырьмя победами стал бразилец Марсиу Мэй.

## Призёры
| Год  | Победитель                        | Второй             | Третий               |
| ---- | --------------------------------- | ------------------ | -------------------- |
| 1987 | Касио Фрейташ                     |                    |                      |
| 1988 | Вандерлей Магальяйнш Азеведо      |                    |                      |
| 1989 | César Daneliczen                  |                    |                      |
| 1990 | César Daneliczen                  |                    |                      |
| 1991 | Вандерлей Магальяйнш Азеведо      |                    |                      |
| 1992 | Эрнандес Куадри                   |                    |                      |
| 1993 | Gabriel Roberto Sabbiao           |                    |                      |
| 1994 | Хосе Клаудио Дос Сантос Апаресидо |                    |                      |
| 1995 | Эрнандес Куадри                   |                    |                      |
| 1996 | Даниэль Вальтер Рогелим           |                    |                      |
| 1997 | Марсиу Мэй                        |                    |                      |
| 1998 | Марсиу Мэй                        |                    |                      |
| 1999 | Даниэль Вальтер Рогелим           |                    |                      |
| 2000 | Касио Фрейташ                     |                    |                      |
| 2001 | Касио Фрейташ                     |                    |                      |
| 2002 | Марсиу Мэй                        | Касио Фрейташ      | Ренато Сибра         |
| 2003 | Антонио Нассименту                | Маурисио Моранди   | Марсиу Мэй           |
| 2004 | Матиас Медиси                     | Антонио Нассименту | Педро Никасио        |
| 2005 | Марсиу Мэй                        | Педро Никасио      | Evandro Luiz Portela |
| 2006 | Педро Никасио                     | Ренато Сибра       | Маурисио Моранди     |
| 2007 | Алекс Диниз                       | Грегори Панизо     | Jair Santos          |
| 2009 | Douglas Bueno                     | Антонио Нассименту | Отавио Булгарелли    |
| 2010 | Stiber Ortiz                      | Тьяго Фиорилли     | Джованни Баэс        |
| 2013 | Отавио Булгарелли                 | Мурило Аффонсо     | Маурисио Моранди     |
| 2016 | Рамиро Ринкон                     | Gilberto Goes      | Gabriel Silva        |